# Piłkarz roku na Ukrainie
Piłkarz roku na Ukrainie – coroczny plebiscyt na najlepszego ukraińskiego piłkarza grającego w kraju lub poza jego granicami. O wyniku plebiscytu decydują głosy oddane przez przedstawicieli wydań prasowych i internetowych, agencji informacyjnych, radia i telewizji oraz służb prasowych piłkarskich klubów Premier Lihi.
W latach 1969–1990 organizatorem była gazeta „Mołod’ Ukrainy”, od 1991 – nowo utworzona piłkarska gazeta „Ukraiński Futbol”, którą publikowała gazeta „Molod’ Ukrainu”. 
Inna sportowa gazeta „Komanda” też prowadzi swój plebiscyt na najlepszego piłkarza Mistrzostw Ukrainy, o wyniku którego decydują głosy oddane przez głównych trenerów i kapitanów klubów Premier Lihi. W tym plebiscycie można głosować też na piłkarzy wszystkich narodowości grających w Mistrzostwach Ukrainy. Gazeta też wyznacza najlepszego piłkarza miesiąca oraz roku.
Piłkarzami, którzy najczęściej byli wyróżniani tytułem, są: Ołeh Błochin (9 razy), Andrij Szewczenko (6 razy) i Wiktor Łeonenko (3 razy). W rywalizacji klubowej najwięcej zwycięstw notowały Dynamo Kijów, zawodnicy którego wygrywali 30 razy i A.C. Milan, zawodnik którego wygrywał pięciokrotnie.

## Zwycięzcy

### Najlepszy piłkarz Ukrainy (według gazety „Mołod’ Ukrainu”)
| Rok  | Nazwisko               | Pozycja   | Klub                   |
| ---- | ---------------------- | --------- | ---------------------- |
| 1969 | Wiktor Serebrianikow   | pomocnik  | Dynamo Kijów           |
| 1970 | Wołodymyr Muntian      | pomocnik  | Dynamo Kijów           |
| 1971 | Jewhen Rudakow         | bramkarz  | Dynamo Kijów           |
| 1972 | Ołeh Błochin           | napastnik | Dynamo Kijów           |
| 1973 | Ołeh Błochin           | napastnik | Dynamo Kijów           |
| 1974 | Ołeh Błochin           | napastnik | Dynamo Kijów           |
| 1975 | Ołeh Błochin           | napastnik | Dynamo Kijów           |
| 1976 | Ołeh Błochin           | napastnik | Dynamo Kijów           |
| 1977 | Ołeh Błochin           | napastnik | Dynamo Kijów           |
| 1978 | Ołeh Błochin           | napastnik | Dynamo Kijów           |
| 1979 | Witalij Staruchin      | napastnik | Szachtar Donieck       |
| 1980 | Ołeh Błochin           | napastnik | Dynamo Kijów           |
| 1981 | Ołeh Błochin           | napastnik | Dynamo Kijów           |
| 1982 | Anatolij Demjanenko    | obrońca   | Dynamo Kijów           |
| 1983 | Ołeh Taran             | napastnik | Dnipro Dniepropetrowsk |
| 1984 | Hennadij Łytowczenko   | pomocnik  | Dnipro Dniepropetrowsk |
| 1985 | Anatolij Demjanenko    | obrońca   | Dynamo Kijów           |
| 1986 | Ołeksandr Zawarow      | pomocnik  | Dynamo Kijów           |
| 1987 | Ołeksij Mychajłyczenko | pomocnik  | Dynamo Kijów           |
| 1988 | Ołeksij Mychajłyczenko | pomocnik  | Dynamo Kijów           |
| 1989 | Wołodymyr Bezsonow     | obrońca   | Dynamo Kijów           |
| 1990 | Serhij Juran           | napastnik | Dynamo Kijów           |

### Najlepszy piłkarz Ukrainy (według gazety „Ukraiński Futbol”)
| Rok  | Nazwisko                                                      | Pozycja                       | Klub                                                                                                   |
| ---- | ------------------------------------------------------------- | ----------------------------- | --- |
| 1991 | Achrik Cwejba 2. Serhij Juran 3. Ołeh Sałenko                 | obrońca napastnik             | Dynamo Kijów Dynamo Kijów                                                                              |
| 1992 | Wiktor Łeonenko 2. Andrij Połunin 3. Ołeksandr Pomazun        | napastnik pomocnik            | Dynamo Kijów Dnipro Dniepropetrowsk Metalist Charków                                                   |
| 1993 | Wiktor Łeonenko 2. Tymerłan Husejnow 3. Dmytro Mychajłenko    | napastnik pomocnik            | Dynamo Kijów Czornomoreć Odessa Dnipro Dniepropetrowsk                                                 |
| 1994 | Wiktor Łeonenko 2. Ołeksandr Szowkowski 3. Ihor Petrow        | napastnik bramkarz napastnik  | Dynamo Kijów Dynamo Kijów Szachtar Donieck                                                             |
| 1995 | Jurij Kalitwincew 2. Andrij Szewczenko 3. Ołeh Susłow         | pomocnik napastnik pomocnik   | Dynamo Kijów Dynamo Kijów Czornomoreć Odessa                                                           |
| 1996 | Serhij Rebrow 2. Ołeh Susłow 3. Jurij Maksymow                | napastnik pomocnik            | Dynamo Kijów Czornomoreć Odessa Dynamo Kijów                                                           |
| 1997 | Andrij Szewczenko 2. Serhij Rebrow 3. Jurij Kalitwincew       | napastnik pomocnik            | Dynamo Kijów Dynamo Kijów                                                                              |
| 1998 | Serhij Rebrow 2. Andrij Szewczenko 3. Ołeh Łużny              | napastnik obrońca             | Dynamo Kijów Dynamo Kijów                                                                              |
| 1999 | Andrij Szewczenko 2. Serhij Rebrow 3. Ołeksandr Szowkowski    | napastnik bramkarz            | Dynamo Kijów / A.C. Milan Dynamo Kijów                                                                 |
| 2000 | Andrij Szewczenko 2. Andrij Worobiej 3. Serhij Rebrow         | napastnik                     | A.C. Milan Szachtar Donieck Dynamo Kijów / Tottenham Hotspur                                           |
| 2001 | Andrij Szewczenko 2. Hennadij Zubow 3. Ołeksandr Mełaszczenko | napastnik pomocnik napastnik  | A.C. Milan Szachtar Donieck Dynamo Kijów                                                               |
| 2002 | Anatolij Tymoszczuk 2. Andrij Szewczenko 3. Andrij Husin      | pomocnik napastnik pomocnik   | Szachtar Donieck A.C. Milan Dynamo Kijów                                                               |
| 2003 | Ołeh Wenhłynski 2. Andrij Szewczenko 3. Anatolij Tymoszczuk   | napastnik pomocnik            | Dnipro Dniepropetrowsk A.C. Milan Szachtar Donieck                                                     |
| 2004 | Andrij Szewczenko 2. Anatolij Tymoszczuk 3. Andrij Woronin    | napastnik pomocnik napastnik  | A.C. Milan Szachtar Donieck Bayer 04 Leverkusen                                                        |
| 2005 | Andrij Szewczenko 2. Anatolij Tymoszczuk 3. Rusłan Rotań      | napastnik pomocnik            | A.C. Milan Szachtar Donieck Dynamo Kijów                                                               |
| 2006 | Anatolij Tymoszczuk 2. Andrij Szewczenko 3. Serhij Rebrow     | pomocnik napastnik            | Szachtar Donieck A.C. Milan / Chelsea F.C. Dynamo Kijów                                                |
| 2007 | Anatolij Tymoszczuk 2. Andrij Woronin 3. Ołeksandr Hładky     | pomocnik napastnik            | Szachtar Donieck / Zenit Petersburg Bayer 04 Leverkusen / Liverpool F.C. FK Charków / Szachtar Donieck |
| 2008 | Artem Miłewski 2. Anatolij Tymoszczuk 3. Serhij Krawczenko    | napastnik pomocnik            | Dynamo Kijów Zenit Petersburg Worskła Połtawa                                                          |
| 2009 | Artem Miłewski 2. Andrij Szewczenko 3. Andrij Piatow          | napastnik bramkarz            | Dynamo Kijów Dynamo Kijów Szachtar Donieck                                                             |
| 2010 | Jewhen Konoplanka 2. Jarosław Rakicki 3. Marko Dević          | pomocnik obrońca napastnik    | Dnipro Dniepropetrowsk Szachtar Donieck Metalist Charków                                               |
| 2011 | Andrij Woronin 2. Andrij Jarmołenko 3. Anatolij Tymoszczuk    | napastnik pomocnik            | Dinamo Moskwa Dynamo Kijów Bayern Monachium                                                            |
| 2012 | Jewhen Konoplanka 2. Rusłan Rotań 3. Ołeh Husiew              | pomocnik                      | Dnipro Dniepropetrowsk Dnipro Dniepropetrowsk Dynamo Kijów                                             |
| 2013 | Andrij Jarmołenko / Jewhen Konoplanka 3. Marko Dević          | pomocnik / pomocnik napastnik | Dynamo Kijów / Dnipro Dniepropetrowsk Metalist Charków                                                 |
| 2014 | Andrij Jarmołenko 2. Jewhen Konoplanka 3. Rusłan Rotań        | pomocnik                      | Dynamo Kijów Dnipro Dniepropetrowsk Dnipro Dniepropetrowsk                                             |
| 2015 | Andrij Jarmołenko 2. Jewhen Konoplanka 3. Jewhen Sełezniow    | pomocnik napastnik            | Dynamo Kijów Dnipro Dniepropetrowsk / Sevilla FC Dnipro Dniepropetrowsk                                |
| 2016 | Rusłan Rotań 2. Andrij Piatow 3. Andrij Jarmołenko            | pomocnik bramkarz pomocnik    | FK Dnipro Szachtar Donieck Dynamo Kijów                                                                |

### Najlepszy piłkarz Ukrainy (według gazety „Komanda”)
| Rok  | Nazwisko                                                        | Pozycja                     | Klub                                                               |
| ---- | --------------------------------------------------------------- | --------------------------- | ------------------------------------------------------------------ |
| 1995 | Jurij Kalitwincew 2. Ołeh Susłow 3. Andrij Szewczenko           | pomocnik bramkarz napastnik | Dynamo Kijów Czornomoreć Odessa Dynamo Kijów                       |
| 1996 | Serhij Rebrow 2. Jurij Maksymow 3. Ołeh Susłow                  | napastnik pomocnik bramkarz | Dynamo Kijów Dynamo Kijów Czornomoreć Odessa                       |
| 1997 | Andrij Szewczenko 2. Serhij Rebrow 3. Jurij Kalitwincew         | napastnik pomocnik          | Dynamo Kijów Dynamo Kijów                                          |
| 1998 | Serhij Rebrow 2. Andrij Szewczenko 3. Ołeh Łużny                | napastnik obrońca           | Dynamo Kijów Dynamo Kijów                                          |
| 1999 | Serhij Rebrow 2. Andrij Szewczenko 3. Władysław Waszczuk        | napastnik obrońca           | Dynamo Kijów Dynamo Kijów/ A.C. Milan Dynamo Kijów                 |
| 2000 | Andrij Worobiej 2. Walancin Bialkiewicz 3. Jurij Wirt           | napastnik pomocnik bramkarz | Szachtar Donieck Dynamo Kijów Szachtar Donieck                     |
| 2001 | Walancin Bialkiewicz 2. Hennadij Zubow 3. Serhij Szyszczenko    | pomocnik napastnik          | Dynamo Kijów Szachtar Donieck Metałurh Donieck                     |
| 2002 | Anatolij Tymoszczuk 2. Walancin Bialkiewicz 3. Ołeh Wenhłynski  | pomocnik napastnik          | Szachtar Donieck Dynamo Kijów Dnipro Dniepropetrowsk/ Dynamo Kijów |
| 2003 | Walancin Bialkiewicz 2. Ołeh Wenhłynski 3. Serhij Fedorow       | pomocnik napastnik obrońca  | Dynamo Kijów Dnipro Dniepropetrowsk Dynamo Kijów                   |
| 2004 | Ołeksandr Rykun 2. Ołeksandr Szowkowski 3. Francelino Matuzalém | pomocnik bramkarz pomocnik  | Dnipro Dniepropetrowsk Dynamo Kijów Szachtar Donieck               |
| 2005 | Ołeh Husiew 2. Anatolij Tymoszczuk 3. Francelino Matuzalém      | pomocnik                    | Dynamo Kijów Szachtar Donieck Szachtar Donieck                     |
| 2006 | Serhij Nazarenko 2. Francelino Matuzalém 3. Anatolij Tymoszczuk | pomocnik                    | Dnipro Dniepropetrowsk Szachtar Donieck Szachtar Donieck           |
| 2007 | Serhij Nazarenko 2. Ołeksandr Hładky 3. Fernandinho             | pomocnik napastnik pomocnik | Dnipro Dniepropetrowsk Szachtar Donieck Szachtar Donieck           |
| 2008 | Jackson Avelino Coelho 2. Artem Miłewski 3. Serhij Krawczenko   | napastnik pomocnik          | Metalist Charków Dynamo Kijów Worskła Połtawa                      |
| 2009 | Artem Miłewski 2. Andrij Szewczenko 3. Andrij Piatow            | napastnik bramkarz          | Dynamo Kijów Chelsea F.C./ Dynamo Kijów Szachtar Donieck           |
| 2010 | Andrij Piatow 2. Jewhen Konoplanka 3. Darijo Srna               | bramkarz napastnik obrońca  | Szachtar Donieck Dnipro Dniepropetrowsk Szachtar Donieck           |
| 2011 | Andrij Jarmołenko 2. Taison 3. Ołeksandr Rybka                  | pomocnik napastnik bramkarz | Dynamo Kijów Metalist Charków Szachtar Donieck                     |
| 2012 | Henrich Mychitarian 2. Willian 3. Jewhen Konoplanka             | pomocnik                    | Szachtar Donieck Szachtar Donieck Dnipro Dniepropetrowsk           |

## Inne
- Piłkarz roku w Mistrzostwach Ukrainy
- Piłkarz roku w ZSRR